# 圣热朗
圣热朗（法語：Saint-Gérand，法語發音：[sɛ̃ ʒeʁɑ̃]）是法国莫尔比昂省的一个旧市镇，属于蓬蒂维区。2022年，圣热朗与市镇克鲁瓦桑韦克合并为新市镇圣热朗-克鲁瓦桑韦克，新市镇行政中心位于圣热朗。

## 地理
圣热朗（48°6'30"N, 2°53'17"W）面积18.05 平方千米，位于法国布列塔尼大區莫尔比昂省，该省份为法国西北部沿海省份，位于布列塔尼半岛南部，北起阿摩尔滨海省、西接菲尼斯泰尔省，南濒大西洋，东南接大西洋卢瓦尔省，东临伊勒-维莱讷省。
与圣热朗接壤的市镇（或旧市镇、城区）包括：克鲁瓦桑韦克、圣戈纳里、盖尔塔斯、努瓦亚勒蓬蒂维、凯尔格里斯特、讷利亚克。
圣热朗的时区为UTC+01:00、UTC+02:00（夏令时）。

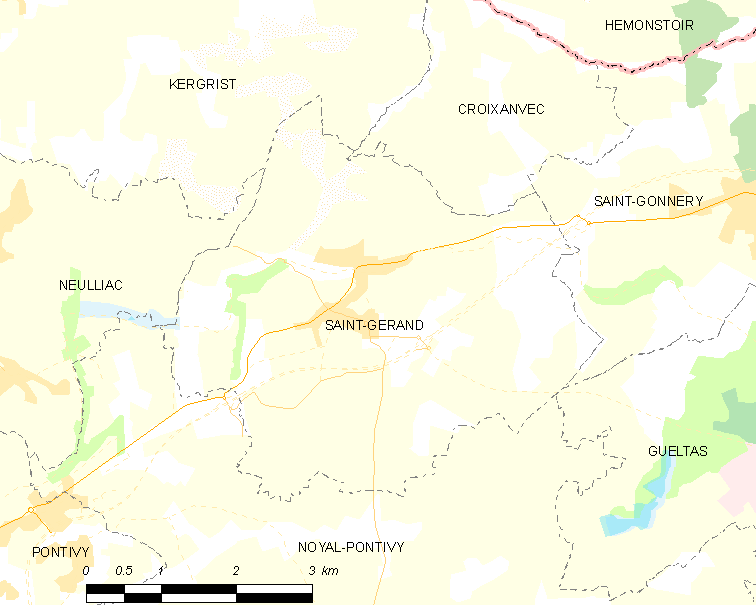
圣热朗的OSM定位图

## 行政
圣热朗的邮政编码为56920，INSEE市镇编码为56213。

## 政治
圣热朗所属的省级选区为蓬蒂维县。

## 人口

1962-2008年间圣热朗人口变化图示

圣热朗于2018年1月1日时的人口数量为1126人。